# Neobennettia
Neobennettia là một chi thực vật có hoa trong họ Lan.